# دوري بولينزيا الفرنسية لكرة القدم
دوري بولينزيا الفرنسية لكرة القدم هو الدوري الوطني لكرة القدم في بولينزيا الفرنسية، .البطل الحالي هو أسي دراغون (تايتي).